# Xavier Montsalvatge i Bassols
Xavier Montsalvatge i Bassols (Girona, Gironès, 11 de març de 1912 - Barcelona, 7 de maig de 2002) fou un compositor i crític musical català, considerat una de les figures claus de la música catalana de la segona meitat del segle xx.

## Biografia

### Anys de formació
Va néixer l'11 de març de 1912 a la ciutat de Girona, fill del banquer i escriptor Xavier Monsalvatje. Va rebre les primeres lliçons de violí a la seva ciutat natal. La mort de son pare el 1921, però, el portà a Barcelona, on estudià a l'Escola Municipal de Música de Barcelona amb Francesc Costa (violí), Lluís Millet (solfeig), Enric Morera i Jaume Pahissa (composició). Molt aviat, però es decantà cap a la composició i deixà l'estudi del violí.
L'any 1936 començà a fer crítiques de música al diari barceloní El Matí. Un cop acabada la Guerra Civil espanyola continuà la seva activitat de crític publicant a la revista Destino, d'on més endavant esdevindria director (1968-1975). A la dècada del 1940 conegué els compositors catalans Blancafort i Mompou, amb els quals compartí una profunda amistat al llarg de la seva vida, juntament amb Manuel Valls i Xavier Turull.

### Primeres composicions. Etapa antillanista
La seva primera composició de rellevància és l'any 1940, amb Tres divertimentos, a partir de melodies que tocaven els flabiolaires a les festes majors de poble: en aquest cas, un "schottish", una americana i un vals-jota. L'autor l'edità i l'envià a un gran nombre de pianistes, i va ser estrenada el 1943 per Rosa Sabater, amb elogis de Blancafort; el pianista Niedzielski l'adoptà en el seu repertori. El 1945 rebé un encàrrec de la cantant Mercè Plantada per a una peça per a veu i piano, i compongué les Cinco canciones negras. Editades en primer lloc per Enric Climent a Clivis Publicacions, posteriorment van ser editades per una empresa nord-americana, van conèixer una gran anomenada, i ha esdevingut l'obra de Montsalvatge més gravada. El 1948, després de molts mesos de treballar-hi, estrenà l'òpera El gat amb botes. Poc després, publicà l'Álbum de habaneras, recopilat a la Costa Brava, especialment a Calella de Palafrugell.
Els anys quaranta i primers cinquanta conformaran la seva etapa "antillanista": els Ritmos de 1942, les Cinco canciones negras ja esmentades, el Cuarteto indiano i parts del Poema concertante s'inspiren en una interpretació pròpia de la música de les Antilles, una amalgama de cançons populars espanyoles amb els cants indígenes originals de les illes i els dels negres portats com a esclaus des de l'Àfrica.

### Període de maduresa
Aquesta època reflecteix les influències que Montsalvatge rebé de compositors francesos com Olivier Messiaen i Georges Auric, que el menaren a la politonalitat lliure. L'any 1953, presentà el Concerto breve per als premis Ciutat de Barcelona, sense sort; però l'obra entusiasmà diversos pianistes de primera fila (Alexis Weissenberg, Gonzalo Soriano), i va ser estrenada per Alícia de Larrocha en el concert dels seus 25 anys de carrera. En un període relativament curt, les noves obres de Montsalvatge són premiades repetidament: Calidoscopio, premi extraordinari de composició del Conservatori Municipal de Música de Barcelona, Partita 1958, premi Òscar Esplà, Cant espiritual, premi Lluís Millet. Aquesta darrera obra es va estrenar en el concert dels anomenats Fets del Palau, que va acabar amb ball de bastons i detencions.

### Anys de síntesi
Inicià la seva col·laboració com a crític musical de La Vanguardia, tasca que el porta a assistir als festivals de música més importants d'Europa i a conèixer tota la nova música. Escriu dues noves òperes: Babel 46, que transcorre en un camp de refugiats de guerra, i Una voce en off, que narra un triangle amorós entre el marit mort (que ens fa arribar la seva veu a través d'un enregistrament magnetofònic), la dona i l'amant.
El 1962 fou elegit membre de la Reial Acadèmia Catalana de Belles Arts de Sant Jordi.
El 1963 compon una peça per al nou-nat Festival Internacional de Música de Barcelona, la Desintegració morfològica de la Xacona de Bach, que esdevindrà una de les seves obres més reeixides. El Conservatori Municipal el nomena professor de composició el 1971; catedràtic el 1978, i ocuparà el càrrec fins a la seva jubilació l'any 1981.
Gran nombre de composicions diverses, fruits d'encàrrecs provinents d'arreu, marcaran els darrers anys de la seva vida: L'Homenatge a Lydia per al Festival Internacional de Música de Cadaqués, la Sonata concertant per a violoncel i piano, l'Hommage à Manolo Hugué (1970), el Reflexus-Obertura pel concert-homenatge que li dedicà el Festival Internacional de Música de Barcelona (1973), el Concerto-Capriccio per a l'arpista Nicanor Zabaleta, el Concierto del Albayzin per al clavecinista Rafael Puyana, la Metamorfosi de concerto (1980) a proposta de Narciso Yepes, Quadrivi per a tres Stradivarius, escrita per als Stradivarius del Patrimonio Nacional...

### Conclusió

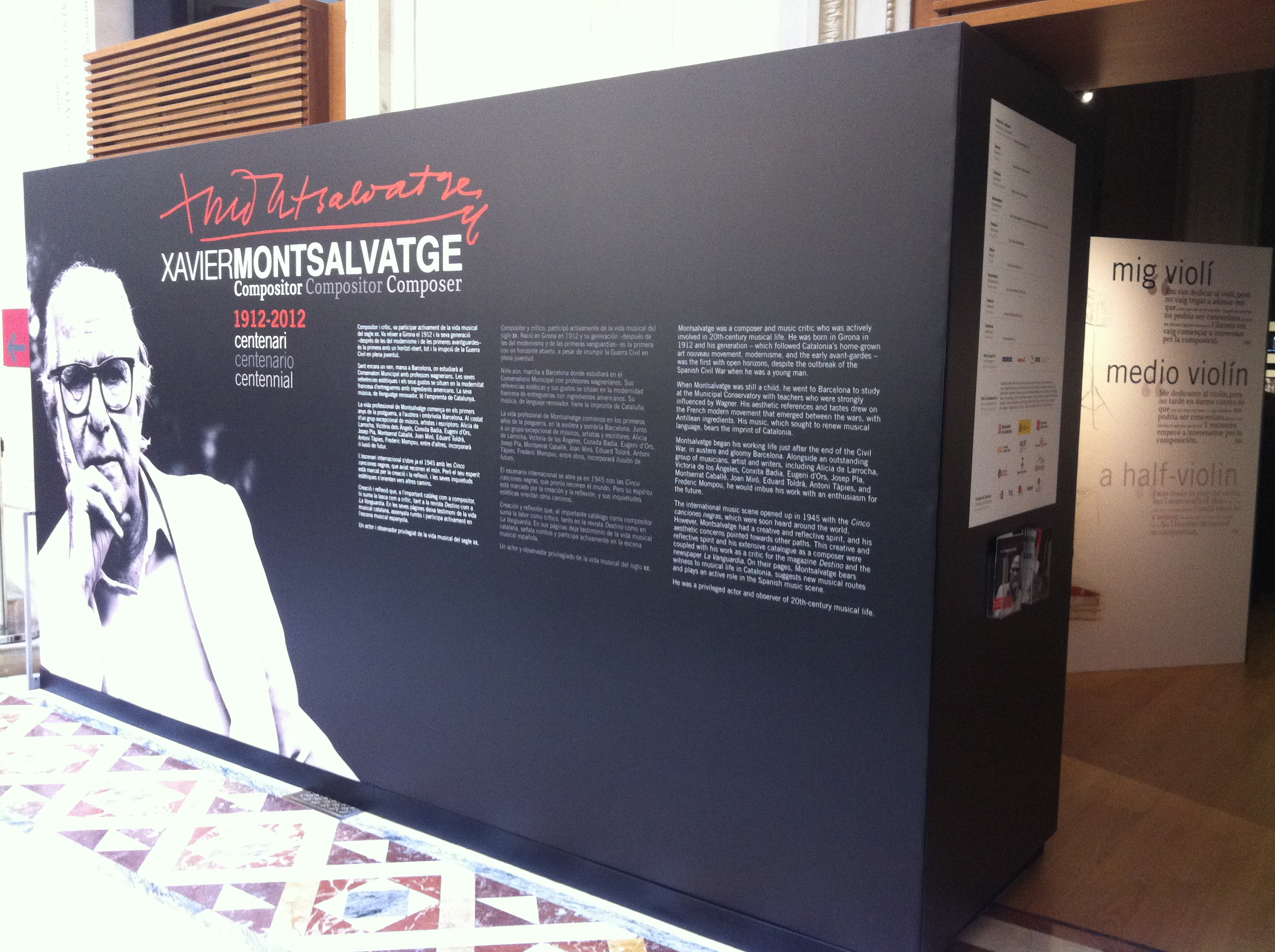
Entrada a l'exposició feta al Palau Robert de Barcelona.

Morí el 7 de maig del 2002 a la seva residència de Barcelona. Montsalvatge és una de les figures més representatives de l'anomenada "generació perduda", entremig de la dels compositors de la república i l'actual. La seva obra ha aconseguit una gran projecció internacional i s'ha convertit en una referència fonamental en la música contemporània.
A més de música simfònica, també va escriure òpera, ballet, música per a pel·lícules i per a obres infantils, cançons, obres per a solistes instrumentals... L'editorial Columna Música està publicant en CD la integral de la seva obra (9 discos fins al 2005).
El 2012 la Generalitat de Catalunya li va dedicar una exposició retrospectiva al Palau Robert de Barcelona, anomenada Xavier Montsalvatge, compositor. 1912-201.

## Guardons

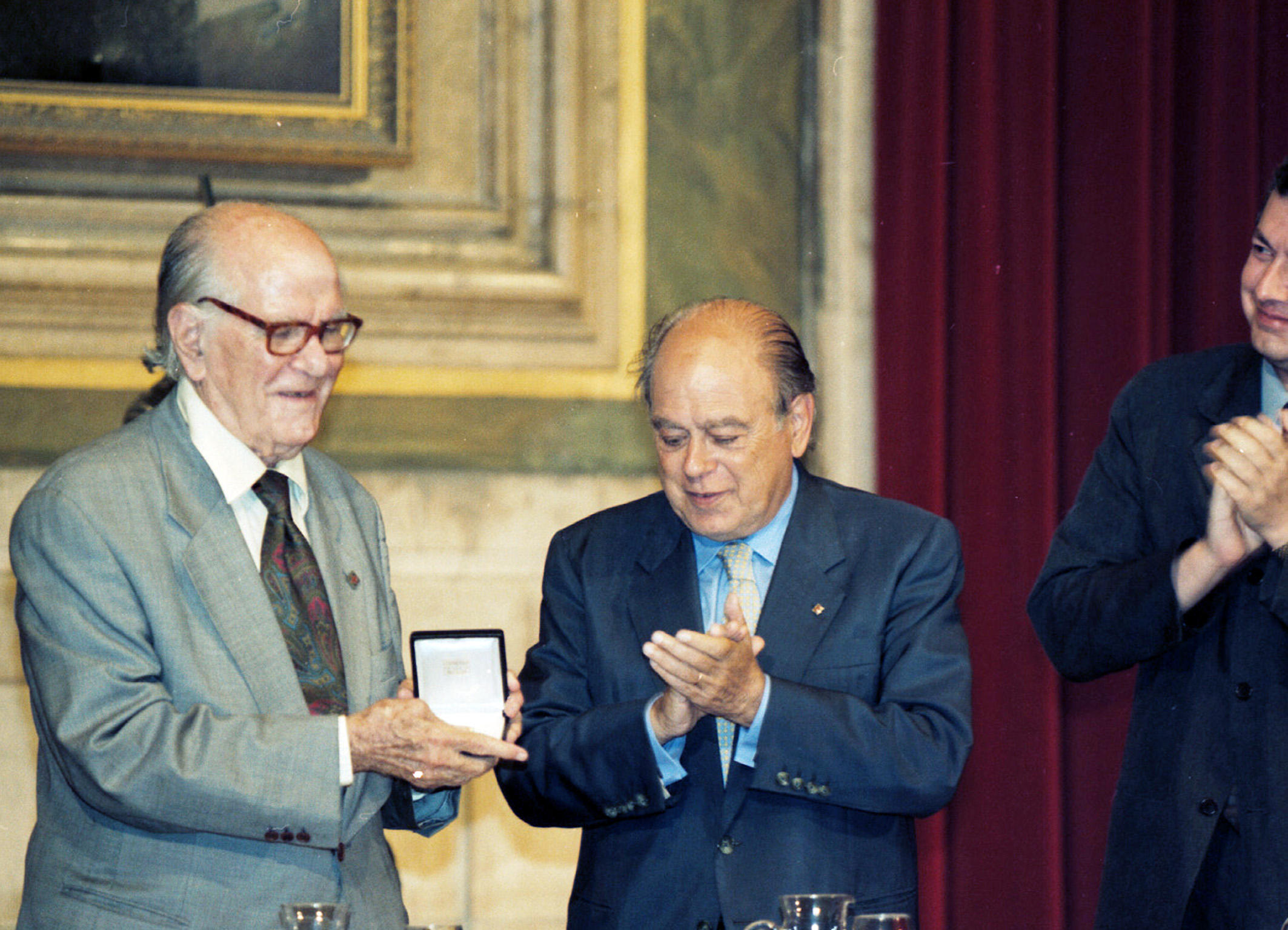
Montsalvatge rebent la Medalla d'Or de la Generalitat de Catalunya del president Jordi Pujol el 1999

L'any 1983 li fou concedida la Creu de Sant Jordi, el 1985 amb el Premi Nacional de Música d'Espanya, el 1997 amb el Premi Nacional de Música concedit per la Generalitat de Catalunya, i l'any 1999 fou guardonat amb la Medalla d'Or de la Generalitat de Catalunya.
El 1987 rebé una nominació als Premis Goya a la Millor Música Original per la seva partitura a la pel·lícula Dragon Rapide.
El 1985 fou investit doctor honoris causa per la Universitat Autònoma de Barcelona.

## Obra seleccionada
- 1936: Petita suite burlesca, per a violí i quartet de vent
- 1962: Cinco invocaciones a Jesús crucificado
- 1966: Follia daliniana
- 1973: Sum vernis, sobre un text de Verdaguer, instrumentat per a soprano, 2 pianos i percussió
- 1984: Música per a un diumenge, per a banda de música
- 1992: Sortilegis

### Òperes
- 1948: El gato con botas, amb llibret de Nèstor Luján
- 1961: Una voce in off, en italià, estrenada al Gran Teatre del Liceu el 13 de desembre de 1962
- 1967: Babel 46, estrenada el 2002

### Orquestra simfònica
- 1948: Simfonia mediterrània, estrenada per l'Orquestra Municipal de Barcelona i dirigida per Eduard Toldrà
- 1949: Cinco canciones negras, per a veu i orquestra, versió de l'obra original per a veu i piano (1945)
- 1958: Cant espiritual, poema de Joan Maragall, per a orquestra simfònica i coral
- 1953: Concerto breve, per a piano i orquestra
- 1957: Partita 1958
- 1963: Desintegració morfològica de la Xacona de Bach, revisó el 1972
- 1966: Viatge a la lluna, per a solistes vocals i orquestra, amb lletra de Josep Maria Espinàs
- 1971: Laberint
- 1975: Concerto capriccio, per a arpa i orquestra
- 1977: Concierto del Albaycín, per a clavecí i orquestra
- 1980: Metamorfosi de concerto, per a guitarra i orquestra
- 1985: Simfonia de Rèquiem
- 1991: Quatre variacions sobre un tema de La flauta màgica, en homenatge a Mozart
- 1993: Bric à brac

### Obres per a piano
- 1941: Tres divertimentos (sobre temes d'autors oblidats), revisió el 1983
- 1942: Ritmos
- 1960: Sonatine pour Yvette, estrenada per Gonzalo Soriano a Reus, l'11 de maig de 1962
- 1983: Alegoría (Homenaje a Joaquín Turina)
- 1983-1987: Tres obres per a la mà esquerra, en homenatge a Mompou, Anton Rubinstein i Òscar Esplà
- 1993: Tres impromptus per a piano op. 00
- 1996: Quatre diàlegs amb el piano, en memòria de Ricard Viñes

#### Obres per a veu i piano
- 1945: Cinco canciones negras, sobre textos de diferents autors. Les quatre primeres es van estrenar a l'Ateneu Barcelonès; l'obra completa, poc després, al Palau de la Música Catalana. El 1946 se'n va estrenar la versió per a veu i conjunt instrumental, i el 1949, per a veu i orquestra. N'hi ha una adaptació de Francesc Cassú i Jordi per a cobla i percussió, i una altra d'Antoni Ros Marbà per a orquestra i veu.
  - Cuba dentro de un piano, amb lletra de Rafael Alberti
  - Punto de habanera, sobre un text de Nèstor Luján
  - Chévere, a partir d'un poema de Nicolás Guillén
  - Canción de cuna para dormir a un negrito, amb lletra d'Ildefonso Pereda Valdés
  - Canto negro, poema de Nicolás Guillén
- 1953: Canciones para niños, sobre textos de Federico García Lorca
- 1985: Quatre rimes breus, poemes de Josep Carner

### Música de cambra
- 1946: Variations on la Spagnoletta by Giles Farnaby, per a violí i piano
- 1952: Cuarteto indiano
- 1983: Fantasia per a guitarra i arpa
- 1970: Homenaje a Lydia de Cadaqués o Serenata a Lydia de Cadaqués, versions per a flauta i piano, i flauta i guitarra, en homenatge a la Lídia d'Eugeni d'Ors
- 1971: Sonata concertant, per a violí i piano
- 1983: Quadrivi per a tres Stradivarius
- 1986-1989: Trio, per a violí, violoncel i piano (comprèn Balada y ritornello a Dulcinea i Diàleg amb Mompou)

### Orquestra de corda
- 1960: Tres danses concertants
- 1975: Concertino 1+13, per a violí i orquestra de corda
- 1991: Tres postals il·luminades

### Música per a l'escena
- 1945: Manfred, ballet amb llibret de Jacqueline Alexander
- 1946: La Venus d'Elna, ballet sobre una llegenda del Rosselló
- 1948: Invitació a la contradansa, ballet inspirat en una faula popular catalana
- 1953: El jardín de Falerina, il·lustracions musicals per a l'obra de Pedro Calderón de la Barca
- 1954: Calidoscopio, ballet
- 1954: Las mocedades del Cid, il·lustracions musicals per a l'obra de Guillem de Castro
- 1956: Perlimplinada, en col·laboració amb Frederic Mompou, ballet amb llibret de Xavier Coll basat en l'obra de Federico García Lorca Amor de don Perlimplín con Belisa en su jardín

#### Músiques per al cinema i la televisió
- Gaudí (1960) i Cristina (1967), pel·lícules dirigides per Josep Maria Argemí
- España otra vez (1969), Mi profesora particular (1973), Les llargues vacances del 36 (1976), La vieja memoria (1979), Dragon Rapide (1986) i Llums i ombres (1988), dirigides per Jaume Camino
- Nunca es demasiado tarde (1956), La cárcel de cristal (1957), Un vaso de whisky i Distrito quinto (1958), El traje de oro (1960), dirigides per Juli Coll
- El libro español (1969), dirigida per Joaquín Esteban
- Velázquez (1961) i Vida de família (1963), dirigides per Josep Lluís Font
- Siega verde (1960), dirigida per Rafael Gil
- Dos años de vacaciones (1962), dirigida per Emilio Gómez Muriel
- Rapsodia de sangre (1957) i Diego Corrientes (1959), dirigides per Antonio Isasi-Isasmendi
- Goya (1985), mini-sèrie per a la televisió, dirigida per José Ramón Larraz
- El frente infinito (1959), dirigida per Pedro Lazaga
- SEAT 69 - Efemérides 69 (1969), dirigida per José López Clemente
- Guadalajara, tierra de lagos (1970), dirigida per Antonio López Palacio
- El amor de los amores (1962), dirigida per Juan de Orduña
- Barcelona medieval, Barcelona monumental, Barcelona y su puerto, El Dorado en España, Gerona, baluarte de España, Los grandes monasterios, La imperial Tarragona, Montes y valles de Lérida, El Panadés y la Marisma, Pueblos de Ilerda, Pueblos y costas de Gerona, Templos románicos, Tierra y mar de Tarragona, Torres del Principado (1946-1947), música incidental per a una sèrie de curts dirigits per Arturo Pérez Camarero. Así es Cataluña (1948), llarg metratge del mateix director

### Música per a cobla
- 1946: Elegia a Juli Garreta
- 1946: Madrigal en forma de sardana

#### Sardanes
- 1930: La meva Girona. Escrita per a piano, en Josep Maria Serracant la instrumentà per a cobla
- 1932: Setembre
- Puigsacalm
- La rosa de Sant Jordi

### Obres escrites per Xavier Montsalvatge
- Juan Ríos Sarmiento, Javier Montsalvatge, Nicolás Barquet, E.C.Ricart El libro de la ópera Barcelona: Juventud, 1943 (altres edicions: 1965, 1994)
- Xavier Montsalvatge, Nèstor Luján i Josep Maria Prim Álbum de habaneras Barcelona: Barna, 1948
- Xavier Montsalvatge, Néstor Luján "La Argentina" vista por José Clará Barcelona: Horta impressor, 1948
- Xavier Montsalvatge Habaneras de la Costa Brava Barcelona: Unión Musical Española, 1964
- Ernest Brémond Técnicas modernas de vinificación y conservación de los vinos Barcelona: José Montesó, 1966
- Alexandre Cuéllar i Bassols, Xavier Montsalvatge El pintor Ivo Pascual: biografia íntima Girona: Dalmau Carles Pla, 1983
- Xavier Montsalvatge Papeles autobiográficos: al alcance del recuerdo Madrid: Fundación Banco Exterior, 1988
- Xavier Montsalvatge Breve síntesis de la música española a través de sus compositores = Breu síntesi de la música espanyola a través dels seus compositors Barcelona: Acadèmia Marshall, 1989 (edició bilingüe)
- Xavier Montsalvatge Papers autobiogràfics: a l'abast del record Barcelona: Destino, 1991 (traducció de Manel Pla)

### Tesis
- Deborah A. Dalton Cinco canciones negras University of Texas at Austin, 1996
- Richard Paine Hispanic traditions in twentieth century Catalan music: with particular reference to Gerhard, Mompou and Montsalvatge New York: Garland, 1989 [Publicat anteriorment com a tesi doctoral per la Universitat de Lancaster]
- Martha Lynne Watson Violett The solo piano music of Xavier Montsalvatge University of Iowa, 1990

### Obres sobre Xavier Montsalvatge
- Doctor Honoris Causa: Xavier Montsalvatge Bellaterra: Universitat Autònoma de Barcelona, 1985. Conté: Reflexions a l'entorn de l'obra de Xavier Montsalvatge per Francesc Bonastre. Seixanta anys de record per Xavier Montsalvatge. Curriculum vitae de Xavier Montsalvatge
- Llorenç Caballero Pàmies Xavier Montsalvatge: homenaje a un compositor Madrid: Fundación Autor, 2005
- Xavier Monsalvatge: In memoriam, publicat a Serra d'Or núm. 514 (octubre del 2002)
- Enrique Beotas Sonatine pour Yvette: conversaciones: homenaje a Xavier Montsalvatge = Sonatine pou Yvette: converses: homenatge a Xavier Montsalvatge Madrid: Quindici, 2001
- Zeneida Sardà Xavier Monsalvatge: un eclèctic coherent, publicat a Serra d'Or núm. 474 (juny del 1999)
- Francesc Taverna-Bech, Carles Guinovart, Francesc Bonastre Xavier Montsalvatge Barcelona: Boileau-Generalitat de Catalunya, 1994
- Francesc Taverna-Bech Xavier Montsalvatge [biobibliografia, discografia] Madrid: Sociedad General de Autores de España, 1994
- Jordi Codina Montsalvatge Barcelona: Labor, 1992
- Enrique Franco Xavier Montsalvatge Madrid: Ministerio de Educación y Ciencia, 1975
- Carles Rahola Xavier Montsalvatge: assaig per a una bibliografia sentimental Girona: Gràf. Darius Rahola, 1934